# Грозното патенце
„Грозното патенце“ е приказка от Ханс Кристиан Андерсен, написана през юли 1842, след неуспеха на театралната му постановка „Птицата на крошовото дърво“, която била освиркана на премиерата ѝ. В сюжета на „Грозното патенце“ Андерсен използва основните периоди от собствения си живот.

## Историята
Внимание:  Текстът по-долу разкрива сюжета на произведението (или части от него)!
Когато се излюпва, Грозното патенце е различно от останалите патенца в селото и затова е отхвърлено от всички. Заради подигравките и ударите е принудено да замине и да заживее само. Това продължава до деня, в който се осмелява да се приближи до лебедите и открива, че те не само че не го гонят, но че то самото се е превърнало в прекрасен лебед.